# Kolur, Bilgi
Kolur là một làng thuộc tehsil Bilgi, huyện Bagalkot, bang Karnataka, Ấn Độ.